# Alberto Zamot
Alberto Zamot Bula (Utuado, 19 novembre 1942) è un ex cestista portoricano.

## Carriera
Con Porto Rico ha disputato due edizioni dei Giochi olimpici (Tokyo 1964, Città del Messico 1968) e i Campionati mondiali del 1967.